# 一碘乙锗烷
一碘乙锗烷是一种无机化合物，化学式为Ge2H5I。它可由乙锗烷和碘反应制得：
Ge2H6 + I2 → Ge2H5I + HI
它和三氟甲硫醇汞（或三氟甲硒醇汞）在无水乙醚中于−78 °C反应，可以得到Ge2H5SCF3（或Ge2H5SeCF3）。它和甲基碘化镁反应，得到甲基乙锗烷（Ge2H5CH3）。